# У руки Твої
«У руки Твої» (англ. Into Thy Hands) — науково-фантастичне оповідання Лестера дель Рея, вперше опубліковане журналом «Astounding Science Fiction» в серпні 1945 року.
Номіноване на премію «Г'юго» 1946 року.
Назва посилається на рядок Нового Заповіту (Луки 23:46).

## Сюжет
Перед війною, яка була неминучою, оскільки пропаганда хотіла виправдати створення величезної кількості бойових роботів, робототехнік Симон Еймс створив 3 бомбосховища та замурував там трьох роботів.
Робот CA-10 у першому сховищі був чоловікоподібним, релігійним та містив знання з усіх технічних наук.
В другому сховищі був робот-жінка, яка володіла знаннями гуманітарних наук.
В третьому сховищі був чоловіко-подібний робот, що мав знання з біологічних наук.
Через 300 років після закінчення війни і знищення людства, CA-10 першим вибрався зі сховища.
Вважаючи, що він має виконати місію, яку колись виконав Бог чи Адам, а також, щоб позбутися гнітючої самотності, він намагався створити Єву із праху чи туш впольованих тварин.
Потративши декілька століть у невдалих спробах, він вирушив у мандри і зустрів жінку Сіл, яку одразу довелось рятувати від змії. Жінка покликала свого чоловіка Дена, і CA-10 зрозумів, що йому потрібно шукати нову роль у «біблійному» майбутньому. Ден читає вголос його ім'я (CA-10 - «сейтен» - Сатана) та нападає на нього.
Пораненого CA-10 рятує жінка-робот, яка тільки-но вибралась із другого сховища. Вона буквально викопала себе, не маючи навичок використати залишену їй техніку.
CA-10 має намір знищити себе та своє сховище, щоб убезпечити людей від гріха знань.
Жінка-робот використовує свої знання психології та Біблії, щоб відмовити його.
Вони виготовляють людиноподібні маски, беруть собі імена Адам та Єва, та готуються поступово ділитись знаннями з молодою людською расою.
Проходить ще деякий час і показують сховище третього робота. Він повернувся після виконання своєї місії — відновлення популяції людей (серед яких Сіл та Ден) із заморожених перед війною ембріонів. Також він відвідав Адама та Єву.
Тепер долю людства, яку йому поручив Симон Еймс, він перепоручає богові, у якого вірить Адам.